# Kevin di Glendalough
The saint is kneeling, arms stretched out, inside

Il Santo è in ginocchio dentro la sua cella

a braccia tese ma la cella è stretta»
(Seamus Heaney, St. Kevin and the blackbird, The Spirit Level.)
San Kevin di Glendalough (in irlandese: Caoimhín; latinizzato in Coemgenus; 498 – 618) è stato un monaco cristiano irlandese, venerato come santo dalla Chiesa cattolica e dalle Chiese ortodosse.
Fu priore dell'abbazia di Glendalough, nella contea di Wicklow, in Irlanda
"Kevin" è la versione in lingua inglese del nome irlandese Caoimhín (Coemgen in irlandese antico, latinizzato Coemgenus). Nato nel Leinster, in Irlanda, era discendente di una famiglia nobile, forse addirittura dai re del Leinster, figlio di Coemlog e Coemell. Il nome Coemgen significa "di nascita nobile", e fu indicato da un angelo, il giorno del suo battesimo.
La leggenda che lo riguarda è  inverosimile , ma ci restano poche notizie sue contemporanee. Secondo la tradizione la madre, mettendolo al mondo, non soffrì le doglie del parto e la neve, che scendeva il giorno in cui nacque, si scioglieva cadendo attorno alla sua casa.

## Biografia

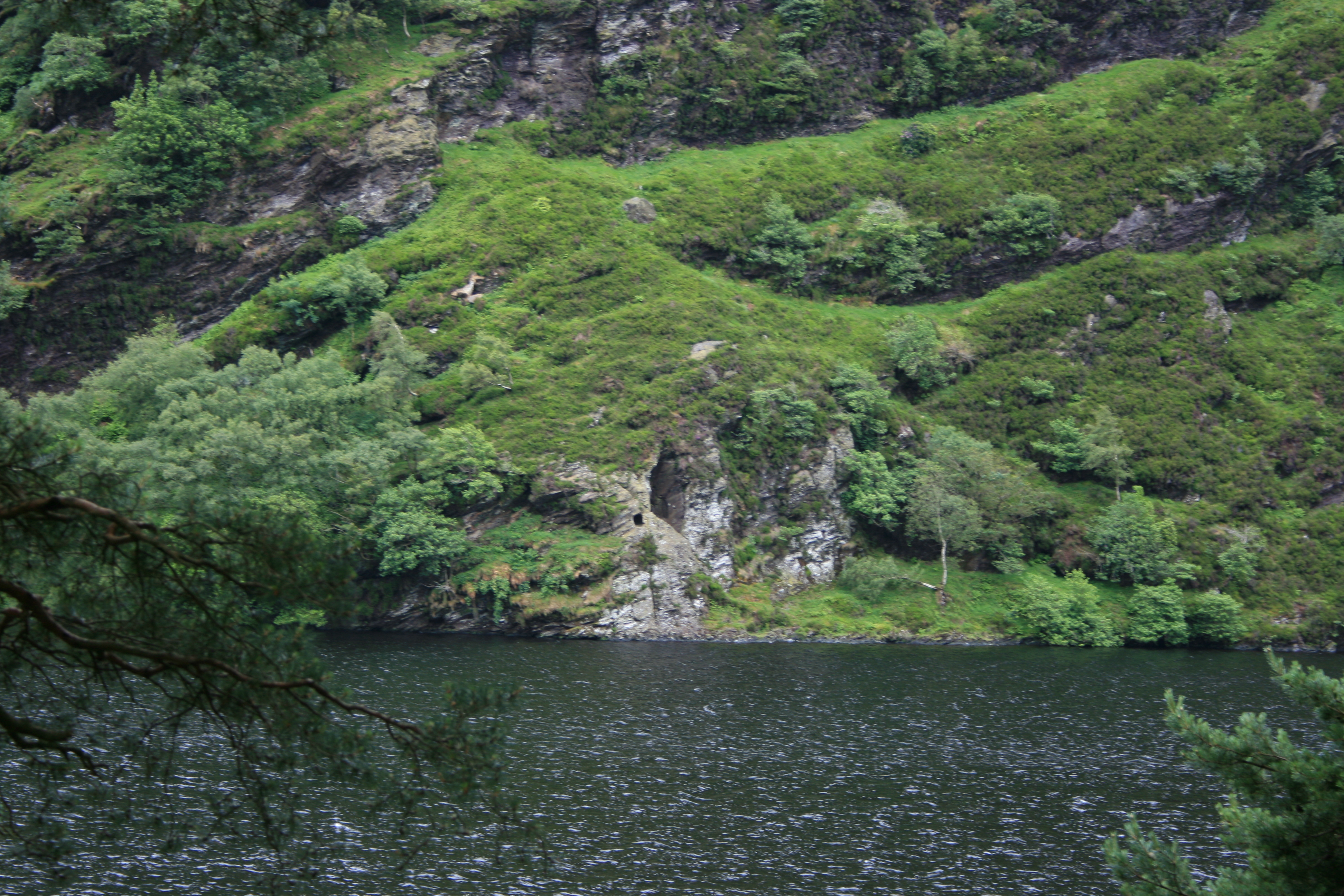
La grotta di San Kevin a Glendalough

Fu battezzato da San Cronan di Roscrea ed all'età di sette anni fu mandato in Cornovaglia per essere educato da San Petroc. Fece vita monacale dall'età di 12 anni. Studiò per l'ordinazione a Cell na Manach (Killnamanagh), fu discepolo di San Eonagh, suo zio paterno, e fu ordinato sacerdote dal vescovo Lugidus (Lugaidh). Conobbe i maggiori santi irlandesi suoi contemporanei. Dopo la sua ordinazione, poiché San Eonagh doveva trasferirsi nell'Irlanda settentrionale, voleva nominare Kevin abate del monastero, ma Kevin scappò. Visse da eremita per sette anni a Glendalough, "la valle tra i due laghi", in una grotta sulle rive del lago superiore (Upper lake), nota come "il letto di San Kevin", verosimilmente una tomba dell'età del Bronzo. La leggenda dice che vi fu condotto da un angelo. Visse di stenti, cibandosi di erbe selvatiche e passando il tempo in preghiera. Nei dintorni si sparsero voci sulla sua virtù e santità che attirarono seguaci da tutta Irlanda: San Moling fu suo seguace. Allora Kevin fondò a Glendalough un monastero, attorno al quale crebbe un villaggio. Fu abate del monastero fin quando questo non fu ben avviato e poi tornò ad una vita di solitudine. Ma, quattro anni dopo, i suoi monaci lo supplicarono di tornare a Glendalough, dove fu abate fino alla sua morte. San Kevin si recò un giorno a Roma per procurare sante reliquie per il suo monastero. Già anziano, gli nacque il desiderio di tornare a Roma, ma non era sicuro che fosse giusto abbandonare il suo monastero. Allora chiese consiglio a San Ciarán di Clonmacnoise, che gli rispose che sarebbe stato meglio non abbandonare i suoi monaci, quando non erano ancora pronti per la missione: «le uova degli uccelli non si schiudono mentre questi volano». Pertanto Kevin rinunciò al suo desiderato viaggio a Roma. San Ciarán di Clonmacnoise era grande amico di San Kevin. Sapendo che Ciarán stava per morire, Kevin lo andò a trovare a Clonmacnoise, ma arrivò tre giorni dopo la sua morte. Allora lo spirito di san Ciarán rientro nel suo corpo così che poté abbracciare l'amico ospite. Stettero insieme molto tempo in conversazione. Ciarán regalò a Kevin una campana d'argento come segno di  amicizia. La leggenda dice che San Kevin visse fino all'età di 120 anni. Glendalough divenne un famoso luogo di pellegrinaggio in Irlanda: sette viaggi a Glendalough valevano come uno a Roma.

## Culto
San Kevin è ricordato il 3 giugno, sia dalla Chiesa Cattolica sia dalle Chiese Ortodosse.

### I miracoli

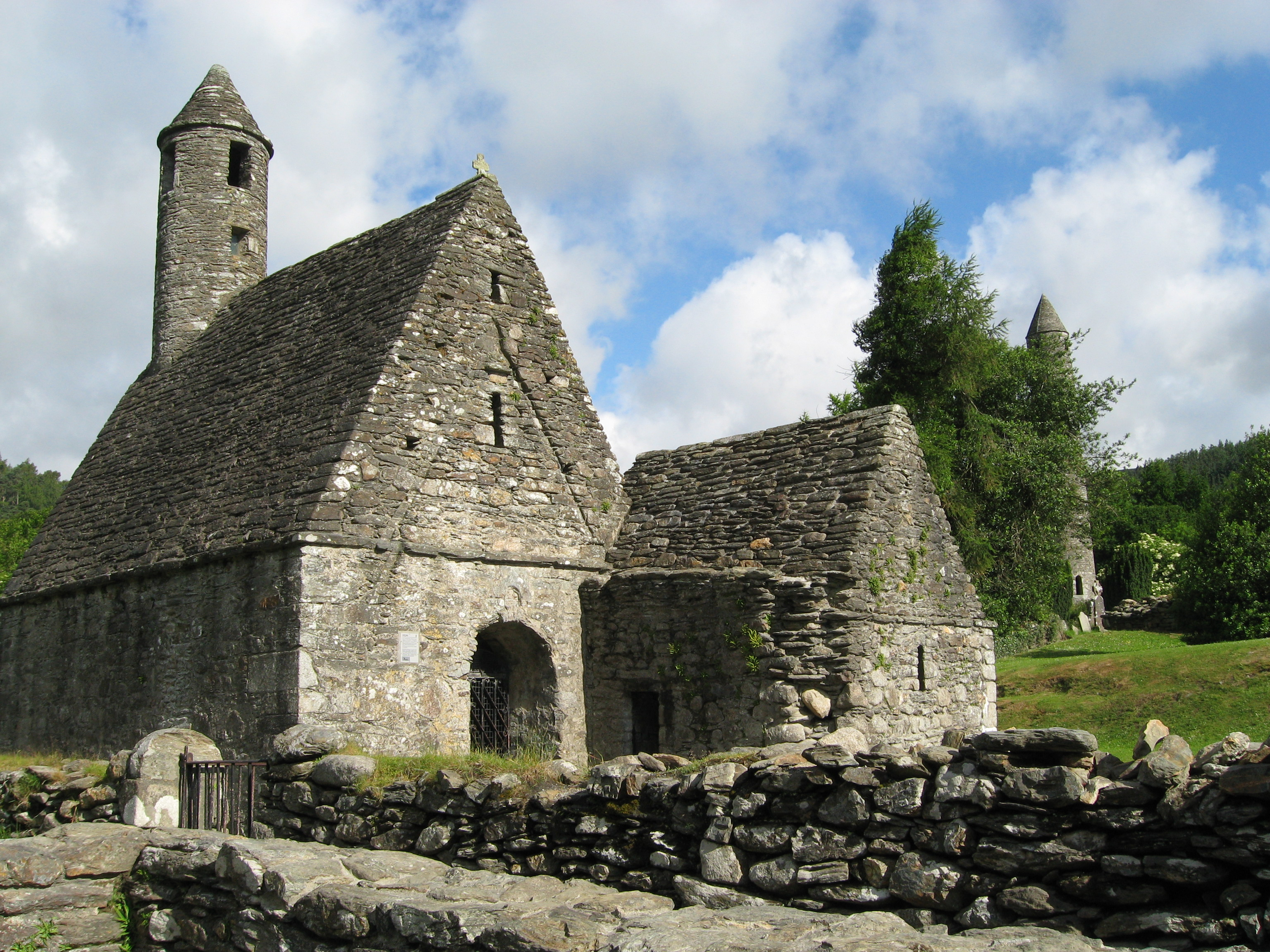
Chiesa dedicata a San Kevin a Glendalough

San Kevin era famoso per la sua purezza: fino al XIX secolo il suo nome in Irlanda era usato per indicare un uomo freddo con le donne. Si racconta che una volta, allorché una donna volle mettere alla prova la sua castità, egli l'abbia spinta in un cespuglio di ortiche. Un'altra sua pretendente fu gettata da una scogliera. Al contrario, San Kevin amava la compagnia delle bestie selvatiche, ed era da loro ricambiato. La leggenda riporta alcuni suoi miracoli:
- Una volta durante una quaresima, mentre stava con le mani giunte in preghiera, un merlo depose un uovo tra le sue braccia. San Kevin rimase in quella posizione, lasciando che il merlo lo covasse, finché l'uovo si schiuse e il santo tornò al monastero per celebrare la Pasqua. Il merlo nutrì il santo per tutto il periodo della quaresima, portandogli bacche e noci. Una poesia di Seamus Heaney (St. Kevin and the Blackbird) ricorda questa leggenda.
- Durante il suo isolamento, quando d'inverno Kevin scendeva sulle rive del lago e vi si immergeva fino al collo per pregare, una lontra gli portava del pesce. Quando gli cadde il breviario nel lago, la lontra glielo riportò intatto con la bocca. Durante un periodo di carestia, la lontra sfamò i monaci di San Kevin con del salmone. Quando uno dei monaci pensò di fare guanti con la pelliccia della lontra, questa abbandonò i monaci per sempre.
- Una mucca vagabonda soleva recarsi presso il luogo di preghiera di San Kevin e leccare i suoi piedi e le sue vesti. Quando la mucca tornava dal suo fattore alla sera, dava tanto latte quanto altre 50 mucche. Il fattore, un pagano di nome Dima, seguì allora la mucca fino alla grotta del santo e quando comprese il prodigio cadde ai piedi di Kevin e si convertì al cristianesimo. Dima chiese al santo di lasciare il suo eremo e di venire ad insegnare il Vangelo alla sua famiglia, che costituì il primo nucleo della comunità cristiana di Glendalough.
- Durante la sua vecchiaia il re O'Tool di Glendalough addomesticò un'oca, che col tempo invecchiò e si indebolì, finché non fu più in grado di volare. Saputo dei poteri miracolosi di San Kevin, il re pagano lo mandò a cercare affinché gli ringiovanisse l'oca. Kevin chiese in cambio di avere tanta terra quanta l'oca fosse stata in grado di sorvolare. Poiché il re vedeva che l'oca non poteva più volare, accettò la richiesta del santo. Non appena Kevin toccò l'oca, essa ringiovanì e volò sull'intera vallata di Glendalough, che poi fu occupata dal monastero.
- Mancando il latte per sfamare l'unico figlio sopravvissuto del re Colman di Fælan, che gli era stato affidato, Kevin pregò il cielo per un aiuto e subito una cerva giunse in suo soccorso. A Glendalough si trova ancora la cosiddetta Deer stone (la pietra della cerva), una specie di mortaio al centro di alcuni massi, dove la leggenda afferma che Kevin trovasse i latte procurato dalla cerva. Quando poi questa fu uccisa da un lupo, Kevin punì la belva costringendolo a fornirgli del latte al suo posto, finché il bimbo non fosse svezzato.
- Un giovane epilettico ebbe una visione che gli rivelava che sarebbe guarito mangiando una mela, ma non c'erano meli nei suoi dintorni. Allora Kevin soccorse il giovane ordinando a un salice di produrre mele: subito sull'albero spuntarono 20 mele. Il salice generò mele per oltre quattro secoli.
- Un gruppo di cacciatori, con i loro cani, stava cacciando un cinghiale. Questo corse dove Kevin sedeva pregando, sotto un albero, e si accucciò al suo fianco per farsi proteggere. Quando i cani da caccia videro il santo in preghiera, si sdraiarono senza avvicinarsi al cinghiale. I cacciatori tentarono ugualmente di uccidere il cinghiale, allora uno stormo di uccelli si posò sull'albero del santo. I cacciatori interpretarono il fatto come un segno e lasciarono vivere il cinghiale.
- Un giorno che Kevin, ancor giovane, guardava il gregge dei suoi genitori, vedendo venire alcuni mendicanti in cerca di cibo, regalò loro quattro pecore. Quando però alla sera le sue pecore furono contate, non ne mancava alcuna.
- Un giorno d'autunno, quando ancora stava da San Petroc in Cornovaglia, San Kevin era addetto alle cucine del monastero e gli si presentarono alcuni pellegrini affamati. Kevin, preso da compassione, li sfamò con il cibo destinato ai frati che tornavano dal raccolto nei campi. Per questo fu rimproverato dai superiori. Allora disse ai presenti di riempire tutte le giare della birra con acqua e di metterle assieme alle ossa spolpate. Poi disse una preghiera al cielo: l'acqua si mutò in birra e le ossa si ricoprirono di carne.